# كيني جين
كينيث كارول چين، (بالإنجليزية: Kenneth Carroll Guinn)‏ والمعروف باسم كيني چين، (24 أغسطس 1936 - 22 يوليو 2010). كان رجل أعمال أمريكي، سياسي وبروفيسور. وكان المحافظ 27 لولاية نيفادا في الأعوام 1999 و2007.

## السيرة
ولد چين في چارلاند في مقاطعة ميلير قرب تيكساركانا جنوب غربي ولاية أركانساس، وتربى في إكسيتير في ولاية كاليفورنيا. تزوج في 7 يوليو 1956 ولديه ابنان، جيڤ وستيڤ. حصل چين على شهادات البكالوريوس والدراسات العليا في التربية البدنية من جامعة كاليفورنيا في فريسنو. وحصل على شهادة البكالوريوس في الآداب في عام 1957. وفي عام 1970، حصل چين على إد. دي. من جامعة ولاية يوتا في لوچان. خدم لفترة وجيزة رئيسًا مؤقتًا لجامعة نيڤادا في لاس فيچاس بين عامي 1994 و1995.

## الحياة السياسية
في عام 1998 أُنتخب چين محافظًا للمرة الأولى وهزم جان ليڤرتي جونز بنسبة 52% من الأصوات. وفي عام 2002 أُنتخب چين محافظًا للمرة الثانية وهزم جو نيل بنسبة 68% من الأصوات. في نوفمبر 2005 اعتبرت مجلة تايم چين واحدًا من أفضل خمسة محافظين للولايات المتحدة.

## الوفاة
توفي چين في 22 يوليو 2010 وعمره 73 عامًا، وذلك بسبب المضاعفات الناجمة عن إصابات لحقت به بعد سقوطه من سطح مبنى في لاس فيچاس مما أثر بإصابته بأزمة قلبية. أعلنت وفاته في المركز الطبي في جامعة جنوب ولاية نيڤادا في لاس فيچاس. وهو مدفون اليوم في مقبرة مدينة إكسيتير في ولاية كاليفورنيا.